# A stúdió epizódjainak listája
Ez a cikk A stúdió című sorozat epizódjait listázza.

## Évados áttekintés
| Évad | Évad | Epizódok | Eredeti sugárzás     | Eredeti sugárzás  | Magyar sugárzás     | Magyar sugárzás     | Eredeti adó | Magyar adó |
| Évad | Évad | Epizódok | Évadpremier          | Évadfinálé        | Évadpremier         | Évadfinálé          | Eredeti adó | Magyar adó |
| ---- | ---- | -------- | -------------------- | ----------------- | ------------------- | ------------------- | ----------- | ---------- |
|      | 1    | 21       | 2006. október 11.    | 2007. április 26. | 2009. június 12.    | 2009. augusztus 21. | NBC         | Viasat 3   |
|      | 2    | 15       | 2007. október 4.     | 2008. május 8.    | 2009. augusztus 21. | 2009. október 10.   | NBC         | Viasat 3   |
|      | 3    | 22       | 2008. október 30.    | 2009. május 14.   | N/A                 | N/A                 | NBC         | n/a        |
|      | 4    | 22       | 2009. október 15.    | 2010. május 20.   | N/A                 | N/A                 | NBC         | n/a        |
|      | 5    | 23       | 2010. szeptember 23. | 2011. május 5.    | N/A                 | N/A                 | NBC         | n/a        |
|      | 6    | 22       | 2012. január 12.     | 2012. május 17.   | N/A                 | N/A                 | NBC         | n/a        |
|      | 7    | 13       | 2012. október 4.     | 2013. január 31.  | N/A                 | N/A                 | NBC         | n/a        |

## 1. évad (2006-2007)
| Sor. | Év. | Cím                   | Rendező            | Író                             | Premier            | Nézettség   |
| ---- | --- | --------------------- | ------------------ | ------------------------------- | ------------------ | ----------- |
| 1.   | 1.  | Pilot                 | Adam Bernstein     | Tina Fey                        | 2006. október 11.  | 8,13 millió |
| 2.   | 2.  | The Aftermath         | Adam Bernstein     | Tina Fey                        | 2006. október 18.  | 5,71 millió |
| 3.   | 3.  | Blind Date            | Adam Bernstein     | John Riggi                      | 2006. október 25.  | 6,01 millió |
| 4.   | 4.  | Jack the Writer       | Gail Mancuso       | Robert Carlock                  | 2006. november 1.  | 4,61 millió |
| 5.   | 5.  | Jack-Tor              | Don Scardino       | Robert Carlock                  | 2006. november 16. | 5,19 millió |
| 6.   | 6.  | Jack Meets Dennis     | Juan J. Campanella | Jack Burditt                    | 2006. november 30. | 5,97 millió |
| 7.   | 7.  | Tracy Does Conan      | Adam Bernstein     | Tina Fey                        | 2006. december 7.  | 6,84 millió |
| 8.   | 8.  | The Break-Up          | Scott Ellis        | Dave Finkel és Brett Baer       | 2006. december 14. | 5,94 millió |
| 9.   | 9.  | The Baby Show         | Michael Engler     | Jack Burditt                    | 2007. január 4.    | 5,89 millió |
| 10.  | 10. | The Rural Juror       | Beth McCarthy      | Matt Hubbard                    | 2007. január 11.   | 6,01 millió |
| 11.  | 11. | The Head and the Hair | Gail Mancuso       | Tina Fey és John Riggi          | 2007. január 18.   | 5,04 millió |
| 12.  | 12. | Black Tie             | Don Scardino       | Kay Cannon és Tina Fey          | 2007. február 1.   | 5,71 millió |
| 13.  | 13. | Up All Night          | Michael Engler     | Tina Fey                        | 2007. február 8.   | 5,17 millió |
| 14.  | 14. | The C Word            | Adam Bernstein     | Tina Fey                        | 2007. február 15.  | 5,01 millió |
| 15.  | 15. | Hard Ball             | Don Scardino       | Matt Hubbard                    | 2007. február 22.  | 4,61 millió |
| 16.  | 16. | The Source Awards     | Don Scardino       | Robert Carlock és Daisy Gardner | 2007. március 1.   | 5,74 millió |
| 17.  | 17. | The Fighting Irish    | Dennie Gordon      | Jack Burditt                    | 2007. március 8.   | 5,15 millió |
| 18.  | 18. | Fireworks             | Beth McCarthy      | Dave Finkel és Brett Baer       | 2007. április 5.   | 5,37 millió |
| 19.  | 19. | Corporate Crush       | Don Scardino       | John Riggi                      | 2007. április 12.  | 5,07 millió |
| 20.  | 20. | Cleveland             | Paul Feig          | Jack Burditt és Robert Carlock  | 2007. április 19.  | 5,16 millió |
| 21.  | 21. | Hiatus                | Don Scardino       | Tina Fey                        | 2007. április 26.  | 4,72 millió |

## 2. évad (2007-2008)
| Sor. | Év. | Cím                   | Rendező               | Író                             | Premier            | Nézettség   |
| ---- | --- | --------------------- | --------------------- | ------------------------------- | ------------------ | ----------- |
| 22.  | 1.  | SeinfeldVision        | Don Scardino          | Tina Fey                        | 2007. október 4.   | 7,33 millió |
| 23.  | 2.  | Jack Gets in the Game | Michael Engler        | Robert Carlock                  | 2007. október 11.  | 6,60 millió |
| 24.  | 3.  | The Collection        | Don Scardino          | Matt Hubbard                    | 2007. október 18.  | 6,22 millió |
| 25.  | 4.  | Rosemary's Baby       | Michael Engler        | Jack Burditt                    | 2007. október 25.  | 6,50 millió |
| 26.  | 5.  | Greenzo               | Don Scardino          | Jon Pollack                     | 2007. november 8.  | 6,60 millió |
| 27.  | 6.  | Somebody to Love      | Beth McCarthy         | Tina Fey és Kay Cannon          | 2007. november 15. | 6,45 millió |
| 28.  | 7.  | Cougars               | Michael Engler        | John Riggi                      | 2007. november 29. | 5,82 millió |
| 29.  | 8.  | Secrets and Lies      | Michael Engler        | Ron Weiner                      | 2007. december 6.  | 5,84 millió |
| 30.  | 9.  | Ludachristmas         | Don Scardino          | Tami Sagher                     | 2007. december 13. | 5,58 millió |
| 31.  | 10. | Episode 210           | Richard Shepard       | Robert Carlock és Donald Glover | 2008. január 10.   | 5,98 millió |
| 32.  | 11. | MILF Island           | Kevin Rodney Sullivan | Tina Fey és Matt Hubbard        | 2008. április 10.  | 5,77 millió |
| 33.  | 12. | Subway Hero           | Don Scardino          | Jack Burditt és Robert Carlock  | 2008. április 17.  | 6,50 millió |
| 34.  | 13. | Succession            | Gail Mancuso          | Andrew Guest és John Riggi      | 2008. április 24.  | 5,52 millió |
| 35.  | 14. | Sandwich Day          | Don Scardino          | Robert Carlock és Jack Burditt  | 2008. május 1.     | 5,38 millió |
| 36.  | 15. | Cooter                | Don Scardino          | Tina Fey                        | 2008. május 8.     | 5,45 millió |

## 3. évad (2008-2009)
| Sor. | Év. | Cím                                  | Rendező            | Író                            | Premier            | Nézettség   |
| ---- | --- | ------------------------------------ | ------------------ | ------------------------------ | ------------------ | ----------- |
| 37.  | 1.  | Do-Over                              | Don Scardino       | Tina Fey                       | 2008. október 30.  | 8,66 millió |
| 38.  | 2.  | Believe in the Stars                 | Don Scardino       | Robert Carlock                 | 2008. november 6.  | 8,07 millió |
| 39.  | 3.  | The One with the Cast of Night Court | Gail Mancuso       | Jack Burditt                   | 2008. november 13. | 7,60 millió |
| 40.  | 4.  | Gavin Volure                         | Gail Mancuso       | John Riggi                     | 2008. november 20. | 7,08 millió |
| 41.  | 5.  | Reunion                              | Beth McCarthy      | Matt Hubbard                   | 2008. december 4.  | 7,18 millió |
| 42.  | 6.  | Christmas Special                    | Don Scardino       | Kay Cannon és Tina Fey         | 2008. december 11. | 7,38 millió |
| 43.  | 7.  | Señor Macho Solo                     | Beth McCarthy      | Ron Weiner                     | 2009. január 8.    | 5,37 millió |
| 44.  | 8.  | Flu Shot                             | Don Scardino       | Jon Pollack                    | 2009. január 15.   | 6,63 millió |
| 45.  | 9.  | Retreat to Move Forward              | Steve Buscemi      | Tami Sagher                    | 2009. január 22.   | 6,41 millió |
| 46.  | 10. | Generalissimo                        | Todd Holland       | Robert Carlock                 | 2009. február 5.   | 6,39 millió |
| 47.  | 11. | St. Valentine's Day                  | Don Scardino       | Jack Burditt és Tina Fey       | 2009. február 12.  | 7,68 millió |
| 48.  | 12. | Larry King                           | Constantine Makris | Matt Hubbard                   | 2009. február 26.  | 6,36 millió |
| 49.  | 13. | Goodbye, My Friend                   | John Riggi         | Ron Weiner                     | 2009. március 5.   | 7,25 millió |
| 50.  | 14. | The Funcooker                        | Ken Whittingham    | Donald Glover és Tom Ceraulo   | 2009. március 12.  | 6,43 millió |
| 51.  | 15. | The Bubble                           | Tricia Brock       | Tina Fey                       | 2009. március 19.  | 7,13 millió |
| 52.  | 16. | Apollo, Apollo                       | Millicent Shelton  | Robert Carlock                 | 2009. március 26.  | 7,17 millió |
| 53.  | 17. | Cutbacks                             | Gail Mancuso       | Matt Hubbard                   | 2009. április 9.   | 6,81 millió |
| 54.  | 18. | Jackie Jormp-Jomp                    | Don Scardino       | Kay Cannon és Tracey Wigfield  | 2009. április 16.  | 7,32 millió |
| 55.  | 19. | The Ones                             | Beth McCarthy      | Jack Burditt                   | 2009. április 23.  | 6,30 millió |
| 56.  | 20. | The Natural Order                    | Scott Ellis        | John Riggi és Tina Fey         | 2009. április 30.  | 5,95 millió |
| 57.  | 21. | Mamma Mia                            | Don Scardino       | Ron Weiner                     | 2009. május 7.     | 6,13 millió |
| 58.  | 22. | Kidney Now!                          | Don Scardino       | Jack Burditt és Robert Carlock | 2009. május 14.    | 5,70 millió |

## 4. évad (2009-2010)
| Sor. | Év. | Cím                             | Rendező              | Író                                     | Premier            | Nézettség   |
| ---- | --- | ------------------------------- | -------------------- | --------------------------------------- | ------------------ | ----------- |
| 59.  | 1.  | Season 4                        | Don Scardino         | Tina Fey                                | 2009. október 15.  | 6,39 millió |
| 60.  | 2.  | Into the Crevasse               | Beth McCarthy Miller | Robert Carlock                          | 2009. október 22.  | 6,84 millió |
| 61.  | 3.  | Stone Mountain                  | Don Scardino         | John Riggi                              | 2009. október 29.  | 6,10 millió |
| 62.  | 4.  | Audition Day                    | Beth McCarthy Miller | Matt Hubbard                            | 2009. november 5.  | 6,15 millió |
| 63.  | 5.  | The Problem Solvers             | John Riggi           | Ron Weiner                              | 2009. november 12. | 6,00 millió |
| 64.  | 6.  | Sun Tea                         | Gail Mancuso         | Josh Siegal és Dylan Morgan             | 2009. november 19. | 5,72 millió |
| 65.  | 7.  | Dealbreakers Talk Show #0001    | Don Scardino         | Kay Cannon                              | 2009. december 3.  | 6,08 millió |
| 66.  | 8.  | Secret Santa                    | Beth McCarthy Miller | Tina Fey                                | 2009. december 10. | 6,70 millió |
| 67.  | 9.  | Klaus and Greta                 | Gail Mancuso         | Robert Carlock                          | 2010. január 14.   | 5,12 millió |
| 68.  | 10. | Black Light Attack!             | Don Scardino         | Steve Hely                              | 2010. január 14.   | 4,98 millió |
| 69.  | 11. | Winter Madness                  | Beth McCarthy Miller | Vali Chandrasekaran és Tom Ceraulo      | 2010. január 21.   | 5,54 millió |
| 70.  | 12. | Verna                           | Don Scardino         | Ron Weiner                              | 2010. február 4.   | 5,79 millió |
| 71.  | 13. | Anna Howard Shaw Day            | Ken Whittingham      | Matt Hubbard                            | 2010. február 11.  | 6,00 millió |
| 72.  | 14. | Future Husband                  | Don Scardino         | Tracey Wigfield és Jon Haller           | 2010. március 11.  | 5,77 millió |
| 73.  | 15. | Don Geiss, America and Hope     | Stephen Lee Davis    | Jack Burditt és Tracey Wigfield         | 2010. március 18.  | 6,79 millió |
| 74.  | 16. | Floyd                           | Millicent Shelton    | Paula Pell                              | 2010. március 25.  | 6,25 millió |
| 75.  | 17. | Lee Marvin vs. Derek Jeter      | Don Scardino         | Kay Cannon és Tina Fey                  | 2010. április 22.  | 4,00 millió |
| 76.  | 18. | Khonani                         | Beth McCarthy Miller | Vali Chandrasekaran                     | 2010. április 22.  | 5,16 millió |
| 77.  | 19. | Argus                           | Jeff Richmond        | Josh Siegal, Dylan Morgan és Paula Pell | 2010. április 29.  | 5,44 millió |
| 78.  | 20. | The Moms                        | John Riggi           | Kay Cannon és Robert Carlock            | 2010. május 6.     | 5,42 millió |
| 79.  | 21. | Emanuelle Goes to Dinosaur Land | Beth McCarthy Miller | Matt Hubbard                            | 2010. május 13.    | 4,96 millió |
| 80.  | 22. | I Do Do                         | Don Scardino         | Tina Fey                                | 2010. május 20.    | 5,36 millió |

## 5. évad (2010-2011)
| Sor. | Év. | Cím                                  | Rendező              | Író                                      | Premier              | Nézettség   |
| ---- | --- | ------------------------------------ | -------------------- | ---------------------------------------- | -------------------- | ----------- |
| 81.  | 1.  | The Fabian Strategy                  | Beth McCarthy Miller | Tina Fey                                 | 2010. szeptember 23. | 5,91 millió |
| 82.  | 2.  | When It Rains, It Pours              | Don Scardino         | Robert Carlock                           | 2010. szeptember 30. | 5,68 millió |
| 83.  | 3.  | Let's Stay Together                  | John Riggi           | Jack Burditt                             | 2010. október 7.     | 4,90 millió |
| 84.  | 4.  | Live Show                            | Beth McCarthy-Miller | Robert Carlock és Tina Fey               | 2010. október 14.    | 6,70 millió |
| 85.  | 5.  | Reaganing                            | Todd Holland         | Matt Hubbard                             | 2010. október 21.    | 5,18 millió |
| 86.  | 6.  | Gentleman's Intermission             | Don Scardino         | John Riggi                               | 2010. november 4.    | 5,31 millió |
| 87.  | 7.  | Brooklyn Without Limits              | Michael Engler       | Ron Weiner                               | 2010. november 11.   | 5,09 millió |
| 88.  | 8.  | College                              | Don Scardino         | Josh Siegal és Dylan Morgan              | 2010. november 18.   | 5,11 millió |
| 89.  | 9.  | Chain Reaction of Mental Anguish     | Ken Whittingham      | Kay Cannon                               | 2010. december 2.    | 5,03 millió |
| 90.  | 10. | Christmas Attack Zone                | John Riggi           | Tracey Wigfield                          | 2010. december 9.    | 4,76 millió |
| 91.  | 11. | Mrs. Donaghy                         | Tricia Brock         | Jack Burditt                             | 2011. január 20.     | 5,34 millió |
| 92.  | 12. | Operation Righteous Cowboy Lightning | Beth McCarthy-Miller | Robert Carlock                           | 2011. január 27.     | 4,92 millió |
| 93.  | 13. | ¡Qué Sorpresa!                       | John Riggi           | Matt Hubbard                             | 2011. február 3.     | 4,78 millió |
| 94.  | 14. | Double-Edged Sword                   | Don Scardino         | Kay Canon és Tom Ceraulo                 | 2011. február 10.    | 4,59 millió |
| 95.  | 15. | It's Never Too Late for Now          | John Riggi           | Vali Chandrasekaran                      | 2011. február 17.    | 4,07 millió |
| 96.  | 16. | TGS Hates Woman                      | Beth McCarthy-Miller | Ron Weiner                               | 2011. február 24.    | 4,50 millió |
| 97.  | 17. | Queen of Jordan                      | Ken Whittingham      | Tracey Wigfield                          | 2011. március 17.    | 4,19 millió |
| 98.  | 18. | Plan B                               | Jeff Richmond        | Josh Siegal és Dylan Morgan              | 2011. március 24.    | 4,36 millió |
| 99.  | 19. | I Heart Connecticut                  | Stephen Lee Davis    | Vali Chandrasekaran és Jon Haller        | 2011. április 14.    | 4,45 millió |
| 100. | 20. | 100 Part 1                           | Don Scardino         | Jack Burditt, Robert Carlock és Tina Fey | 2011. április 21.    | 4,60 millió |
| 101. | 21. | 100 Part 2                           | Don Scardino         | Jack Burditt, Robert Carlock és Tina Fey | 2011. április 21.    | 4,60 millió |
| 102. | 22. | Everything Sunny All the Time Always | John Riggi           | Kay Canon és Matt Hubbard                | 2011. április 28.    | 3,95 millió |
| 103. | 23. | Respawn                              | Don Scardino         | Hannibal Buress és Ron Weiner            | 2011. május 5.       | 4,20 millió |

## 6. évad (2012)
| Sor. | Év. | Cím                                                   | Rendező              | Író                                   | Premier           | Nézettség   |
| ---- | --- | ----------------------------------------------------- | -------------------- | ------------------------------------- | ----------------- | ----------- |
| 104. | 1.  | Dance Like Nobody's Watching                          | John Riggi           | Tina Fey és Tracey Wigfield           | 2012. január 12.  | 4,47 millió |
| 105. | 2.  | Idiots Are People Two!                                | Beth McCarthy-Miller | Robert Carlock                        | 2012. január 19.  | 4,05 millió |
| 106. | 3.  | Idiots Are People Three!                              | Beth McCarthy-Miller | Robert Carlock                        | 2012. január 26.  | 3,82 millió |
| 107. | 4.  | The Ballad of Kenneth Parcell                         | Jeff Richmond        | Matt Hubbard                          | 2012. január 26.  | 3,98 millió |
| 108. | 5.  | Today You Are a Man                                   | Jeff Richmond        | Ron Weiner                            | 2012. február 2.  | 3,23 millió |
| 109. | 6.  | Hey, Baby, What's Wrong Part 1                        | Michael Engler       | Kay Cannon                            | 2012. február 9.  | 3,88 millió |
| 110. | 7.  | Hey, Baby, What's Wrong Part 2                        | Michael Engler       | Kay Cannon                            | 2012. február 9.  | 3,88 millió |
| 111. | 8.  | The Tuxedo Begins                                     | John Riggi           | Dylan Morgan és Josh Siegal           | 2012. február 16. | 3,59 millió |
| 112. | 9.  | Leap Day                                              | Steve Buscemi        | Luke Del Tredici                      | 2012. február 23. | 3,70 millió |
| 113. | 10. | Alexis Goodlooking and the Case of the Missing Whisky | Michael Slovis       | John Riggi                            | 2012. március 1.  | 3,77 millió |
| 114. | 11. | Standards and Practices                               | Beth McCarthy-Miller | Vali Chandrasekaran                   | 2012. március 8.  | 3,42 millió |
| 115. | 12. | St. Patrick's Day                                     | John Riggi           | Colleen McGuinness                    | 2012. március 15. | 4,00 millió |
| 116. | 13. | Grandmentor                                           | Beth McCarthy-Miller | Sam Means                             | 2012. március 22. | 3,31 millió |
| 117. | 14. | Kidnapped by Danger                                   | Claire Cowperthwaite | Tina Fey                              | 2012. március 22. | 3,42 millió |
| 118. | 15. | The Shower Principle                                  | Stephen Lee Davis    | Tom Ceraulo                           | 2012. március 29. | 3,14 millió |
| 119. | 16. | Nothing Left to Lose                                  | John Riggi           | Lauren Gurganous és Nina Pedrad       | 2012. április 5.  | 2,79 millió |
| 120. | 17. | Meet the Woggels!                                     | Linda Mendoza        | Ron Weiner                            | 2012. április 12. | 2,98 millió |
| 121. | 18. | Murphy Brown Lied to Us                               | John Riggi           | Robert Carlock és Vali Chandrasekaran | 2012. április 19. | 3,06 millió |
| 122. | 19. | Live from Studio 6H                                   | Beth McCarthy Miller | Jack Burditt és Tina Fey              | 2012. április 26. | 3,47 millió |
| 123. | 20. | Queen of Jordan 2: Mystery of the Phantom Pooper      | Ken Whittingham      | Luke Del Tredici és Tracey Wigfield   | 2012. május 3.    | 3,04 millió |
| 124. | 21. | The Return of Avery Jessup                            | John Riggi           | Dylan Morgan és Josh Siegal           | 2012. május 10.   | 2,92 millió |
| 125. | 22. | What Will Happen to the Gang Next Year?               | Michael Engler       | Matt Hubbard                          | 2012. május 17.   | 2,84 millió |

## 7. évad (2012-2013)
| Sor. | Év. | Cím                            | Rendező              | Író                                | Premier            | Nézettség   |
| ---- | --- | ------------------------------ | -------------------- | ---------------------------------- | ------------------ | ----------- |
| 126. | 1.  | The Beginning of the End       | Don Scardino         | Jack Burditt                       | 2012. október 4.   | 3,46 millió |
| 127. | 2.  | Governor Dunston               | Robert Carlock       | Robert Carlock                     | 2012. október 11.  | 3,40 millió |
| 128. | 3.  | Stride of Pride                | Michael Engler       | Tina Fey                           | 2012. október 18.  | 3,04 millió |
| 129. | 4.  | Unwindulax                     | James E. Sheridan    | Matt Hubbard                       | 2012. október 25.  | 3,13 millió |
| 130. | 5.  | There's No I in America        | John Riggi           | Dylan Morgan és Josh Siegal        | 2012. október 31.  | 3,38 millió |
| 131. | 6.  | Aunt Phatso vs. Jack Donaghy   | Don Scardino         | Luke Del Tredici                   | 2012. november 15. | 3,34 millió |
| 132. | 7.  | Mazel Tov, Dummies!            | Beth McCarthy-Miller | Tracey Wigfield                    | 2012. november 29. | 3,61 millió |
| 133. | 8.  | My Whole Life Is Thunder       | Linda Mendoza        | Jack Burditt és Colleen McGuinness | 2012. december 6.  | 3,22 millió |
| 134. | 9.  | Game Over                      | Ken Whittingham      | Robert Carlock és Sam Means        | 2013. január 10.   | 3,79 millió |
| 135. | 10. | Florida                        | Claire Cowperthwaite | Tom Ceraulo és Matt Hubbard        | 2013. január 17.   | 3,44 millió |
| 136. | 11. | A Goon's Deed in a Weary World | Jeff Richmond        | Lang Fisher és Nina Pedrad         | 2013. január 24.   | 3,81 millió |
| 137. | 12. | Hogcock!                       | Beth McCarthy-Miller | Jack Burditt és Robert Carlock     | 2013. január 31.   | 4,88 millió |
| 138. | 13. | Last Lunch                     | Beth McCarthy-Miller | Tina Fey és Tracey Wigfield        | 2013. január 31.   | 4,88 millió |

## Különkiadás (2020)
| Sor. | Év. | Cím                         | Rendező      | Író                        | Premier          | Nézettség   |
| ---- | --- | --------------------------- | ------------ | -------------------------- | ---------------- | ----------- |
| 139. | 1.  | 30 Rock: A One-Time Special | Oz Rodriguez | Tina Fey és Robert Carlock | 2020. július 16. | 0,88 millió |